# IG Group
 (septembre 2017).
IG  est une société financière offrant un service d’exécution d’ordres sur CFD (contract for difference). La solution d’investissement proposée permet d’investir avec effet de levier sur le marché des indices, du Forex, des actions, des matières premières, des crypto-monnaies. La société fait partie du groupe multinational IG Group Holdings Plc coté au FTSE 250 de Londres.

## Histoire
Fondée en 1974 par Stuart Wheeler sous le nom IG Index (abréviation d’Investors Gold Index), la société propose un service de spread betting, permettant aux citoyens britanniques de négocier l’or comme un indice au lieu de trader la matière première elle-même.
En 1982, IG commence à proposer le spread betting sur le FT 30[Quoi ?], et en 1985 sur les actions individuelles.
En juillet 2000, la société entre à la bourse de Londres, London Stock Exchange, et est cotée sous le nom d’IG Group plc.
Le 7 septembre 2003, elle est retirée de la Bourse londonienne après avoir été rachetée par le fonds d’investissement CVC Capital Partners, pour un montant de 143 millions de livres sterling.
En avril 2005, IG Group est à nouveau coté sur le London Stock Exchange, sous le nom d’IG Group Holdings Plc. Sa valeur est estimée à 393 millions de livres sterling.
IG commence son activité en Australie en juillet 2002, en tant que IG Markets, à la suite d'une modification de la législation au sujet des services financiers.
En 2006, la société s’implante en Allemagne et à Singapour, en 2007, elle ouvre des bureaux aux États-Unis, en Espagne et en France. En 2008, IG s’implante en Italie et rachète FXOnline, un fournisseur de produits dérivés au Japon. En 2009, la société se développe en Suède et au Luxembourg, l’ouverture de bureaux au Portugal et aux Pays-Bas a suivi en 2010 et 2011. La société achète également Ideal CFDs en Afrique du Sud en 2010, et en 2014, IG obtient une licence lui permettant de s’implanter en Suisse, sous le nom d’IG Bank SA.
En 2012, IG Index et IG Markets sont réunies sous un seul et même nom : IG, dans le but d’améliorer la reconnaissance de la marque vis-à-vis des investisseurs actifs, et ce, dans le monde entier. Ce changement est mis en place en juin 2011, juste après la fermeture de son service de paris sportifs Extrabet.
En 2016, IG rachète le site d'informations DailyFX pour 40 millions de Dollar US au courtier FXCM.
En 2018, IG est condamné en France par l'Autorité des Marchés Financiers à payer une amende d'un demi million d'euros. « Les manquements retenus sont multiples et d’une particulière gravité au regard de la clientèle à laquelle s’adresse la succursale », précise la décision.
En janvier 2021, IG annonce l'acquisition de Tastytrade pour 1 milliard de dollars.

## IG Group à l’international
IG a des bureaux dans de nombreux pays du monde dont la Suisse ou les États-Unis à la suite du rachat de HedgeStreet, et la renomme North American Derivatives Exchange (Nadex) en 2009.